# Spring Hill (Flórida)
Spring Hill é uma Região censo-designada localizada no estado americano de Flórida, no Condado de Hernando.

## Demografia
Segundo o censo americano de 2000, a sua população era de 69.078 habitantes.

## Geografia
De acordo com o United States Census Bureau tem uma área de
142,0 km², dos quais 137,6 km² cobertos por terra e 4,4 km² cobertos por água.

## Localidades na vizinhança
O diagrama seguinte representa as localidades num raio de 16 km ao redor de Spring Hill.